# Атавка
Атавка (баш. Атау) — река в России, протекает по Башкортостану. Устье реки находится в 111 км по правому берегу реки Юрюзань. Длина реки составляет 18 км.

## Данные водного реестра
По данным государственного водного реестра России относится к Камскому бассейновому округу, водохозяйственный участок реки — Уфа от Нязепетровского гидроузла до Павловского гидроузла, без реки Ай, речной подбассейн реки — Белая. Речной бассейн реки — Кама.
Код объекта в государственном водном реестре — 10010201112111100023538.